# 156 Xanthippe
156 Xanthippe este un asteroid din centura principală, descoperit pe 22 noiembrie 1875, de Johann Palisa.